# باشگاه فوتبال سوپر پاور ساموت پراکان
باشگاه فوتبال سوپر پاور ساموت پراکان (انگلیسی: Super Power Samut Prakan F.C.) یک باشگاه فوتبال از تایلند است که در شهر ساموت پراکان استان ساموت پراکان قرار دارد. این باشگاه در سال ۱۹۷۷ با نام اوسوتسپا تأسیس شد و در سال ۲۰۱۷ به سوپر پاور ساموت پراکان تغییر نام داد سپس در سال ۲۰۱۸ به جومپسری یونایتد تغییر نام داد.